# Allocardiophorus
Allocardiophorus (лат.) — род жуков-щелкунов из подсемейства Cardiophorinae (Elateridae). 2 вида.

## Распространение
Восточная и Юго-Восточная Азия: Китай, Япония.

## Описание
Тело жуков плоское, широкое, матовое (менее 1 см). Мандибулы двузубые. Переднеспинка с боковым килем, доходящим к переднему краю, не скрывается боковым расширением переднеспинки при виде сверху; простернум с передним краем в виде лопасти, закрывающей лабиум, когда голова не вытянута; прококсальные полости открываются. Скутеллюм с выемчатым передним краем, задний конец заострен. Ноги без лопастей, коготки лапок с одним зубцом с каждой стороны. Копулятивная сумка с парными проксимальными склеритами, частично перепончатыми между шипами.

## Классификация
2 вида.
- Allocardiophorus nigroapicalis  (Miwa, 1927)typus
  - =Paracardiophorus nigroapicalis Miwa, 1927[3]
- Allocardiophorus shirozui  (Ôhira, 1968)
  - =Paracardiophorus shirozui Ôhira, 1968